# Xã South Hurricane, Quận Fayette, Illinois
Xã South Hurricane (tiếng Anh: South Hurricane Township) là một xã thuộc quận Fayette, tiểu bang Illinois, Hoa Kỳ. Năm 2010, dân số của xã này là 308 người.